# Zajčji Vrh pri Stopičah
Zajčji Vrh pri Stopičah je naselje v Občini Novo mesto.